# ゼン・アンド・ナウ (エイジアのアルバム)
『ゼン・アンド・ナウ』（Then & Now）は、エイジアが1990年に発表したベスト・アルバム。

## 解説
事実上解散状態だったエイジアが、活動再開の第一弾として発表したアルバムで、過去3枚のアルバムから選ばれた6曲と、未発表曲4曲を収録した、変則的な内容のベスト・アルバム。未発表曲のレコーディング・メンバーは流動的で、1990年より正式にエイジアのギタリストとして活動したパット・スロールは、本作のレコーディングには参加していない。
本国イギリスではチャート・インを果たせなかったが、日本やスイスではナショナル・チャートのトップ50入りを果たした。新曲のうち「デイズ・ライク・ディーズ」はシングルとしてもリリースされて、全米64位、ビルボード誌のメインストリーム・ロック・チャートでは2位に達した。

## 収録曲
特記なき楽曲はジョン・ウェットンとジェフ・ダウンズの共作。
1. 時へのロマン - "Only Time Will Tell" - 4:46
2. ヒート・オブ・ザ・モーメント - "Heat of the Moment" - 3:51
3. この夢の果てまで - "Wildest Dreams" - 5:11
4. ドント・クライ - "Don't Cry" - 3:37
5. 偽りの微笑み - "The Smile Has Left Your Eyes" (John Wetton) - 3:13
6. デイズ・ライク・ディーズ - "Days Like These" (Steve Jones) - 4:05
7. プレイン・フォー・ア・ミラクル - "Prayin' 4 a Miracle" (J. Wetton, Sue Shifrin, David Cassidy) - 4:21
8. アム・アイ・イン・ラヴ? - "Am I in Love?" - 4:24
9. サマー (遅過ぎた夏) - "Summer (Can't Last Too Long)" - 4:17
10. ヴォイス・オブ・アメリカ - "Voice of America" - 4:28

- 1. 2. 3. - 『詠時感〜時へのロマン』（1982年）収録曲
- 4. 5. - 『アルファ』（1983年）収録曲
- 10. - 『アストラ』（1985年）収録曲
- 6. 7. 8. 9. - 未発表曲

## 参加ミュージシャン
- ジョン・ウェットン - ボーカル、ベース、キーボード
- ジェフ・ダウンズ - キーボード
- カール・パーマー - ドラムス
- スティーヴ・ハウ - ギター(on 1. - 5.)
- スティーヴ・ルカサー - ギター(on 6.)
- ロン・コミー - ギター(on 7.)
- マンディ・メイヤー - ギター(on 8. 10.)
- スコット・ゴーハム - ギター(on 9.)
- ガイ・ローシェ - キーボード(on 6.)
- ジェイミー・グリーン - バッキング・ボーカル(on 7.)
- マイケル・スターギス - ドラムス(on 9.)

※ライナーノーツでは、ローシェ、グリーン、スターギスの3人は"Thanks to"とクレジットされている。